# Диюн, Степан Валерьевич
Диюн Степан Валерьевич — Российский профессиональный боксёр и кикбоксер. Родился 2 марта 1990 года в г. Красноярске.
Обладатель пояса Чемпиона Мира (World Professional Boxing Federation (WPBF) и чемпион WBC Asian boxing council. Выступающий в первом среднем весе. Мастер спорта России в любителях. Многократный чемпион Сибири, победитель и призёр Чемпионатов и Кубков России, призёр Кубка мира.

## Биография
Степан Валерьевич Диюн родился 2 марта 1990 года в г. Красноярске (Россия СССР)
В 12 лет начал заниматься Кикбоксингом и Боксом.
Провёл более 300 боев в любителях- большинство из них по Кикбоксингу.
В 2002 году Диюн Степана на секцию кикбоксинга привёл его отец : Диюн Валерий Евгеньевич - в школу 147 «Академия спорта» в г.Красноярске . куда он и поступил.
Тренировался под руководством мастера спорта международного класса Соц Александра Ивановича.
И уже в 2005 году выступал на первенстве России до 45 кг в г. Саратове.
В 2005г. выполнил норматив кандидат в мастера спорта России по кикбоксингу.
Тренер отмечал всегда его хорошие стороны - это характер и волю к победе.
В 2007 году окончил школу 147 и поступил в Красноярский государственный педагогический университет им. Астафьева на факультет « физической культуры и спорта» и окончил его в 2012 году.
В 2012 году выполнил норматив Мастер спорта России по кикбоксингу.
В 2012,2013,2015 годах был членом национальной сборной команды России по Кикбоксингу в весе до 75кг.
С 2018 года профессиональный боксёр.
Провёл три боя на профессиональном ринге.
Тренируется и живёт в настоящее время в г.Москва.
За свою спортивную карьеру успел показать высокие результаты в следующих видах спорта: Кикбоксинг, Бокс, Ушу-саньда, Комплексное единоборство, рукопашный бой.

## Титулы

### Кикбоксинг
2005г. Бронзовый призёр Первенства России «Саратов»
2006г. Бронзовый призёр Первенства России «Ступино»
2006г. Победитель зонального первенства России г.Барнаул
C 2005 - 2009г. Победитель «Кубка Сибири»
С 2005 - 2015г. Победитель Красноярского края
2009 г.Ялта Призёр Кубка мира
2011г.  Чемпион Кубка Сибири
2012г. Участник матчевой встречи : сборная России (Сибири) против сборной Казахстана по профессионалам г.Красноярск.
2012г. Новокузнецк Чемпион Сибирского Федерального Округа
2012г. Призёр Чемпионата России г.Магнитогорск
2013г. Финалист Чемпионата России г.Красноярск
2015г. Чемпион Кубка России г.Иркутск

### Профессиональный бокс
2018. Первый бой — судьи отдали ничью
2019. Второй бой выиграл нокаутом во втором раунде у опытного соперника из Таиланда «Aekkawee Kaewmanee»
в рамках главного боя между Денисом Лебедевым (Россия) и Табисо Мчуну (ЮАР) за титул чемпиона по версии WBC Silver в первом тяжелом весе на Арене Федерации бокса в Красноярске.
2020. Третий бой выиграл нокаутом во 2-м раунде победив чемпиона Танзании Хассани Бушири
В рамках главного боя в Красной Поляне боксерский вечер, главным событием которого стал поединок в супертяжелом весе между россиянином Муратом Гассиевым и албанцем Нури Сефери по прозвищу Албанский Тайсон.
2020. Четвёртый бой
Выиграл техническим нокаутом в первом раунде в поединке в первом среднем весе с Дмитрий Милюша (Белоруссия) 9-4-1 В рамках главного боя в отеле Азимут Короли Нокаутов 6, главным событием которого стал поединок между Евгением Шведенко и Артуром Осиповым
2021. Пятый бой
Победил Экс Чемпиона Мира по версии WBA, участника олимпийских игр, колумбийца: Ликара Рамоса на турнире "Бойцовский клуб РенТВ" Бой завершился нокаутом уже в перврм раундеъ. Поединок проходил в весовой категории до 69,8 кг. В рамках главного боя вечера между Федором Чудиновым и Айзеком Чилембой.
2022. Шестой бой
Бой за титул чемпиона России в глав клубе г.Москва Снятие в 6 раунде по травме руки
2023. Седьмой бой
Диюн Степан победил в четвертом раунде бойца, которого в нашей стране многие уже узнают в лицо Лукаса Ндафолума.

## Фотографии
|  |  |  |
|  |  |  |
|  |  |  |
|  |  |  |